# Lajajoga
Lajajoga (ang. Laya Yoga) – hinduistyczny system praktyki jogi oparty na rozwijaniu tak zwanych ćakr oraz budzeniu energii kundalini. 

## Źródłosłów
Laja oznacza pochłanianie, roztapianie lub rozpuszczanie wszelkich uciążliwości i negatywności, uwalnianie od przeszkód i trudności poprzez rozpuszczanie karmana oraz spalanie zalążków przyczyn. Często zwana jogą medytacyjnego wchłonięcia lub jogą zaabsorbowania, pochłonięcia niższej natury przez wyższe boskie siły duchowe. 
Można powiedzieć, że termin lajajoga używany jest w dwóch znaczeniach. W jednym jest to każda szczególna metoda praktyki czy nawet pojedyncze ćwiczenie, które rozpuszcza uwarunkowania umysłu czy przyczyny cierpienia. W drugim jest to wszechstronny i uporządkowany system inicjacyjny tyczący wyzwolenia z uwarunkowań metodami pochłaniania i rozpuszczania. Lajajoga może być praktykowana zarówno jako system tantryczny jak i jako system wedyjski, odpowiednio "Tantrika lajajoga" lub "Waidika lajajoga". 

## Doktryna
Filozoficzny cel duchowy szkoły lajajogi opisuje traktat "Jogabidźa" (142) następująco: 

"Jest to tożsamość, jednolitość (aikya) kszetra (pola w znaczeniu umysłu, jaźni) z kszetradźńa (znawcą pola, świadomością poznającą). Uświadomiwszy sobie tę tożsamość, umysł rozpuszcza się, a kiedy następuje stan laja, siła witalna (pawana) staje się stabilna. Dzięki temu stanowi pochłonięcia (laja) człowiek osiąga anandam - błogość i szczęśliwość oraz świadomość transcendentną. 
Stan laja jako wyższy cel duchowy lajajogi określa się jako wejście pojedynczej duszy (atmana) do Absolutu czy Wszechducha, zjednoczenie z Bogiem. Laja to wejście w Boga, wstąpienie w świadomość Boga, stopienie się z Najwyższą Świadomością, z Wszechduchem. Termin laja jako końcowy stan świadomości czy etap realizacji duchowej utożsamiany jest z czwartym stopniem ekspansji świadomości znanym jako turija lub z jego wysublimowaną wyższą fazą. 

## Praktyki
Lajajoga kładzie nacisk na praktykowanie takich grup ćwiczeń jak mantra, mudra i jantra – odpowiednio praca z dźwiękiem, postawą i gestem, oraz praca ze znakami i symbolami (mandala). Podana kolejność uwzględnia także metodologię wprowadzania ćwiczeń, o czym często zapominają nauczyciele wiedzy o ćakramach na Zachodzie ucząc w dosyć przypadkowy sposób w porównaniu z metodyką mistrzów Wschodu. Mantra oczyszcza narząd mowy i zmysł słuchu, mudra uzdatnia ciało dla przepływu wyższych energii, a jantra pozwala na łączenie z wyższymi istotami niebiańskimi. W fazie doznawania kontaktu z wyższymi bytami, należy być bardzo ostrożnym, gdyż nie wszystkie byty bezcielesne bywają zaraz Bogami czy Boginiami, a światy demoniczne też są pełne bezcielesnych duchów, często udających bóstwa.
Jeżeli chodzi o ćwiczenia typu asany – jogiczne pozycje kojarzone zwykle z jogą, system lajajogi używa głównie pozycji medytacyjnych: siedzących (siad klęczny, lotos), stojących (drzewo), leżących (śawasana) oraz spacerowania. Oczywiście z odpowiednim skupieniem, wizualizacją, rytmem oddychania czy modlitwą (mantrą). Praktykuje się dużo form pokłonów i półpokłonów oraz ruchów rytualnych czy ofiarniczych zwanych sthulla krija. Do praktyki lajów należą też dobrze znane w północnej Indii tak zwane biegi transcendentne, przypominające jogging oraz spokojne leżenie na wodzie z minimalną ilością ruchu niezbędnego do utrzymania się na powierzchni. Jest to tak zwany relaks wodny połączony z sesją intensywnego oddychania oczyszczającego. 
Lajajoga u podstaw słusznie kojarzona jest jako mistyczna droga, marga do zjednoczenia z Bogiem (Absolutem) przez intensywne modły, mantrowanie, medytacje z wyobrażeniem światła i oddawanie czci (pokłony, wielbienie), które prowadzą do przebudzenia mocy kundalini. Praca z ćakramami, ćakroterapie jakie powszechnie występują na Zachodzie stając się coraz popularniejsze, należy odnosić bardziej do metod praktyki lajajogi niż do metod kundalinijogi, której są przypisywane. Niestety z punktu widzenia metodologii lajajogi, często zachodnie systemy ćakroterapeutyczne pozbawione są elementarnych podstaw, takich jak prawidłowe nawiązywanie łączności z bóstwem z pomocą intensywnych praktyk długotrwałego wielbienia jakiejś odpowiedniej formy dewy.